# Буховецкий, Савелий Григорьевич
Савелий Григорьевич Буховецкий (1858, Белая Церковь, Киевская губерния, Российская империя — 27 апреля (10 мая) 1915, Умань, Киевская губерния, Российская империя) — оперный певец (баритон), антрепренёр, музыкальный педагог.

## Биография
С 1868 года пел в синагогальном хоре. До 1879 года обучался вокалу в Санкт-Петербургской консерватории. Затем, по приглашению антрепренёра И. Сетова был приглашён в Киевскую оперу (ныне Национальная опера Украины), где со временем стал солистом.
Гастролировал в Харькове и Одессе (1884), Киеве (1897, 1911), в Санкт-Петербурге (1878, Русская частная опера, 1893; Панаевский театр, 1894), Риге (1900), Тифлисе (1882—1884, 1885—1888, 1903—1904), Риге (1900), Казани и Саратове.
В 1897—1898 годах выступал в московском Большом театре (дебютировал в партии Графа ди Луны).
Современники считали его одним из лучших баритонов на русской сцене. Обладал глубоким голосом мягкого тембра и обширного диапазона.
Был первым исполнителем партий: Князя Островского («Княгиня Островская») Г. Н. Вяземского, Короля Рене («Иоланта» П. И. Чайковского), Спарафучилле («Риголетто» Дж. Верди; в Одессе —Онегина («Евгений Онегин» П. И. Чайковского)). Среди лучших партий — Амонасро, отец Аиды.
Другие партии: Демон («Демон» А. Рубинштейна), Красное солнышко, Илья Муромец («Илья Муромец, или Русские богатыри», Л. Малашкина); Валентин («Фауст» Шарля Гуно), Эскамилио («Кармен»).
Организовал собственную оперную антрепризу, с которой гастролировал в Херсоне (1899), Орле (1901) и др. городах.
Занимался педагогической деятельностью. У него, в частности, брал уроки пения молодой Л. В. Собинов.

## Семья
Жена — Роза Яковлевна Буховецкая.
- Сын — Дмитрий Буховецкий (1885—1932), режиссёр.
- Сын — Николай Буховецкий (12 июля 1890, Одесса — 20 января 1938, расстрелян)[2][3], выпускник консерватории[4].